# Ab van Bemmel
Albertus Marinus Christiaan ("Ab" of "Albert") van Bemmel (Rotterdam, 3 augustus 1912 – aldaar, 19 februari 1986) is een voormalig amateurbokser uit Nederland, die in 1936 namens zijn vaderland deelnam aan de Olympische Spelen van Berlijn. Daar verloor hij in de eerste ronde van het zwaargewicht, beter bekend als de koningsklasse van de bokssport: de gewichtsklasse van toentertijd 79,38 kilogram en zwaarder.